# جیمی مک‌ایلروی
جیمی مک‌ایلروی (انگلیسی: Jimmy McIlroy; ۲۵ اکتبر ۱۹۳۱ – ۲۰ اوت ۲۰۱۸) بازیکن و مربی فوتبال اهل ایرلند شمالی بود.
از باشگاه‌هایی که در آن بازی کرده‌است می‌توان به باشگاه فوتبال گلنتوران، باشگاه فوتبال استوک سیتی، باشگاه فوتبال برنلی، و باشگاه فوتبال اولدهام اتلتیک اشاره کرد.
وی همچنین در تیم ملی فوتبال ایرلند شمالی بازی کرده‌است.